# Bernhard II. (Toulouse)
Bernhard II. († August/September 874) war Graf von Toulouse, Rouergue, Limoges, Nîmes, Carcassonne, Rasès und Albi. Er war ein Sohn von Graf Raimund I. von Toulouse und Bertha.
863 wurde sein Vater, der loyal zu Karl dem Kahlen stand, von Humfried, Graf von Barcelona, abgesetzt. 865 floh Humfried und starb Raimund I., woraufhin Bernhard von Karl die Grafschaften Toulouse, Limoges, Rouergue, vielleicht einschließlich Pallars und Ribagorza, bekam. 872, nach der Absetzung von Oliba II. von Carcassonne, erhielt er die Grafschaften Albi, Nîmes, Carcassonne und Razès.
874 wurde er von einem Vasallen Bernard Plantevelues ermordet, der daraufhin Toulouse und Limoges übernahm, während Oliba II. in seine alte Position zurückkehrte. In Pallars und Ribagorza gelang es einem Raimund I., sich faktisch unabhängig zu machen.
| Vorgänger            | Amt                       | Nachfolger                |
| -------------------- | ------------------------- | ------------------------- |
| Humfried von Gothien | Graf von Toulouse 864–872 | Bernhard III. Plantevelue |

| Personendaten    | Personendaten                                                            |
| ---------------- | ------------------------------------------------------------------------ |
| NAME             | Bernhard II.                                                             |
| KURZBESCHREIBUNG | Graf von Toulouse, Rouergue, Limoges, Nîmes, Carcassonne, Rasès und Albi |
| GEBURTSDATUM     | 9. Jahrhundert                                                           |
| STERBEDATUM      | August 874 oder September 874                                            |